# George Arliss
George Arliss, född i London 10 april 1868 som George Augustus Andrews, död 5 februari 1946 i London, var en brittisk skådespelare.

## Biografi
Arliss var en brittisk skådespelare som ledde ett eget amatörsällskap innan han började på Londonteater 1886. Efter stora framgångar i karaktärsfacket reste han 1901 till USA och med undantag för kortare gästspel stannade han där till 1935. Då återvändes han till England där han spelade teater och gjorde film till 1940 då han drog sig tillbaka från aktivt teater och filmarbete.
Arliss fick sitt genombrott med Djävulen (1921) och följde sedan upp med Disraeli (1921). Rollen som Benjamin Disraeli spelade han åter i Disraeli (1929) för vilken han vann en Oscar för Bästa manlige huvudroll 1930.